# ستايسي كينغ
ستايسي كينغ (بالإنجليزية: Stacey King)‏ مواليد 29 يناير 1967 في لوتون، هو لاعب كرة سلة محترف أمريكي سابق بدأ مسيرته الاحترافية في سنة 1989 حيث تم اختياره من قبل فريق شيكاغو بولز خلال الدرافت، وحمل الرقم 34 و21 و41 و33. يبلغ طوله 6 قدم 11 بوصة (2.1 م). اعتزل اللعب في 1999. فاز بلقب الرابطة الوطنية لكرة السلة ثلاث مرات مع شيكاغو بولز.

## فرق لعب لها
- شيكاغو بولز
- مينيسيوتا تيمبر وولفز
- ميامي هيت
- بوسطن سيلتكس
- دالاس مافيريكس

## روابط خارجية
- ستايسي كينغ على موقع إن بي أي (الإنجليزية)
- ستايسي كينغ على موقع سبورتس رفرنس (الإنجليزية)
- ستايسي كينغ على موقع كرة السلة الأوروبية.كوم (الإنجليزية)
- ستايسي كينغ على موقع كلية كرة السلة في سبورتس رفرنس.كوم (الإنجليزية)
- ستايسي كينغ على موقع ريلجم (الإنجليزية)
- ستايسي كينغ على موقع بروبوليرز (الإنجليزية)